# 33 Bootis
33 Bootis, som är stjärnans Flamsteed-beteckning, är en ensam stjärna i den norra delen av stjärnbilden Björnvaktaren. Den har en skenbar magnitud på ca 5,39 och är svagt synlig för blotta ögat där ljusföroreningar ej förekommer. Baserat på parallaxmätning inom Hipparcosuppdraget på ca 17,4 mas, beräknas den befinna sig på ett avstånd på ca 186 ljusår (ca 57 parsek) från solen. Den rör sig närmare solen med en heliocentrisk radiell hastighet på −13 km/s och är registrerad som en medlem av superhopen Plejaderna.

## Egenskaper
33 Bootis är en blå till vit stjärna i huvudserien av spektralklass A1 V,. Den har en massa som är ca 2,3 gånger solens massa, en radie som är ca 1,8 gånger större än solens och utsänder ca 21 gånger mera energi än solen från dess fotosfär vid en effektiv temperatur på ca 10 200 K.
33 Bootis är en källa till röntgenstrålning, men tidiga stjärnor av spektraltyp A förväntas inte vara en röntgenkälla varför detta kan tyda på att den har en oupptäckt följeslagare.